# Зелений сосновий масив у районі вул. Лісопаркова
Зеле́ний сосно́вий маси́в у райо́ні вул. Лісопа́ркова — ландшафтний заказник місцевого значення в Україні. Об'єкт розташований на території міста Кропивницький, вул. Лісопаркова.
Площа — 30 га, статус отриманий у 2009 році.

## Галерея

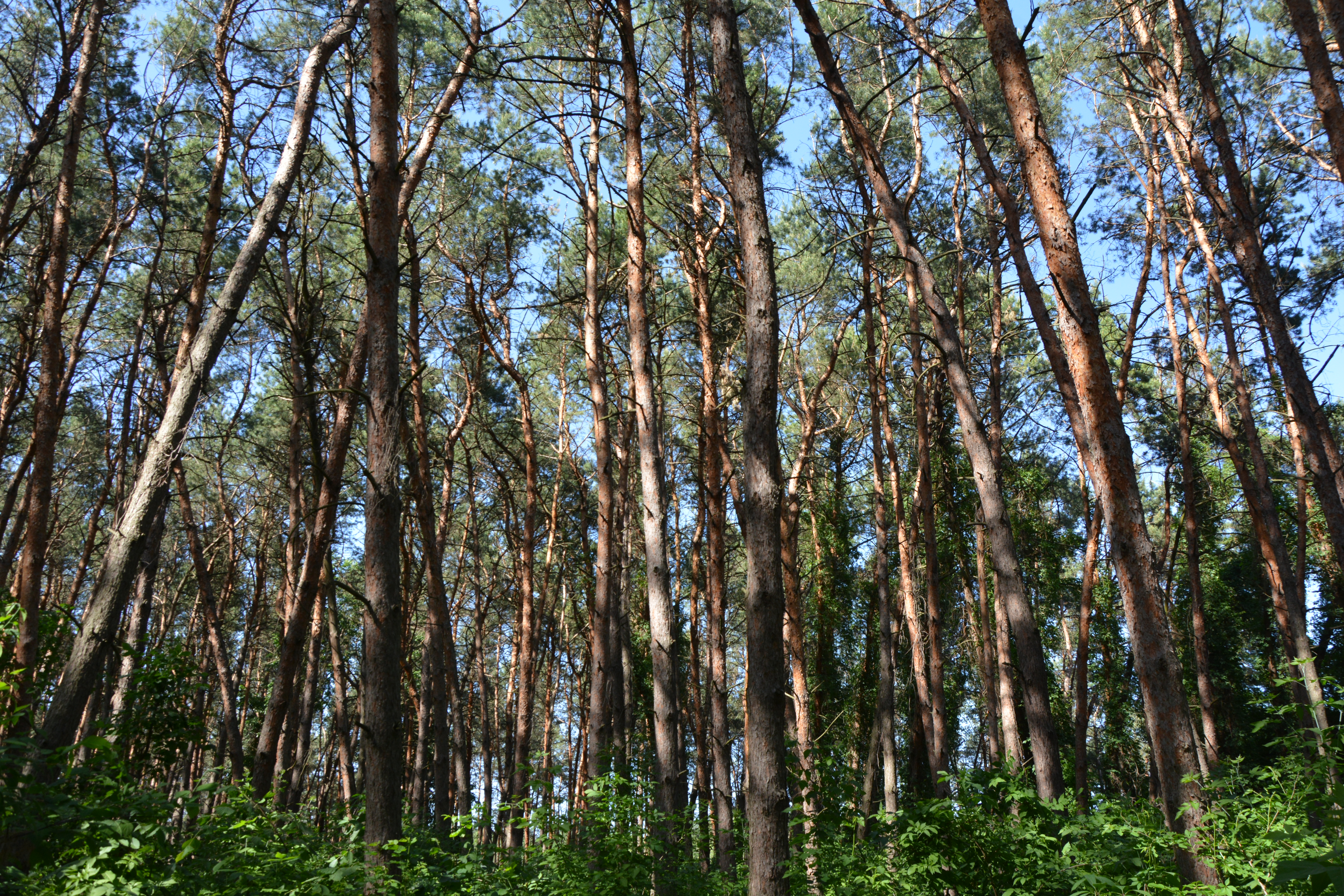
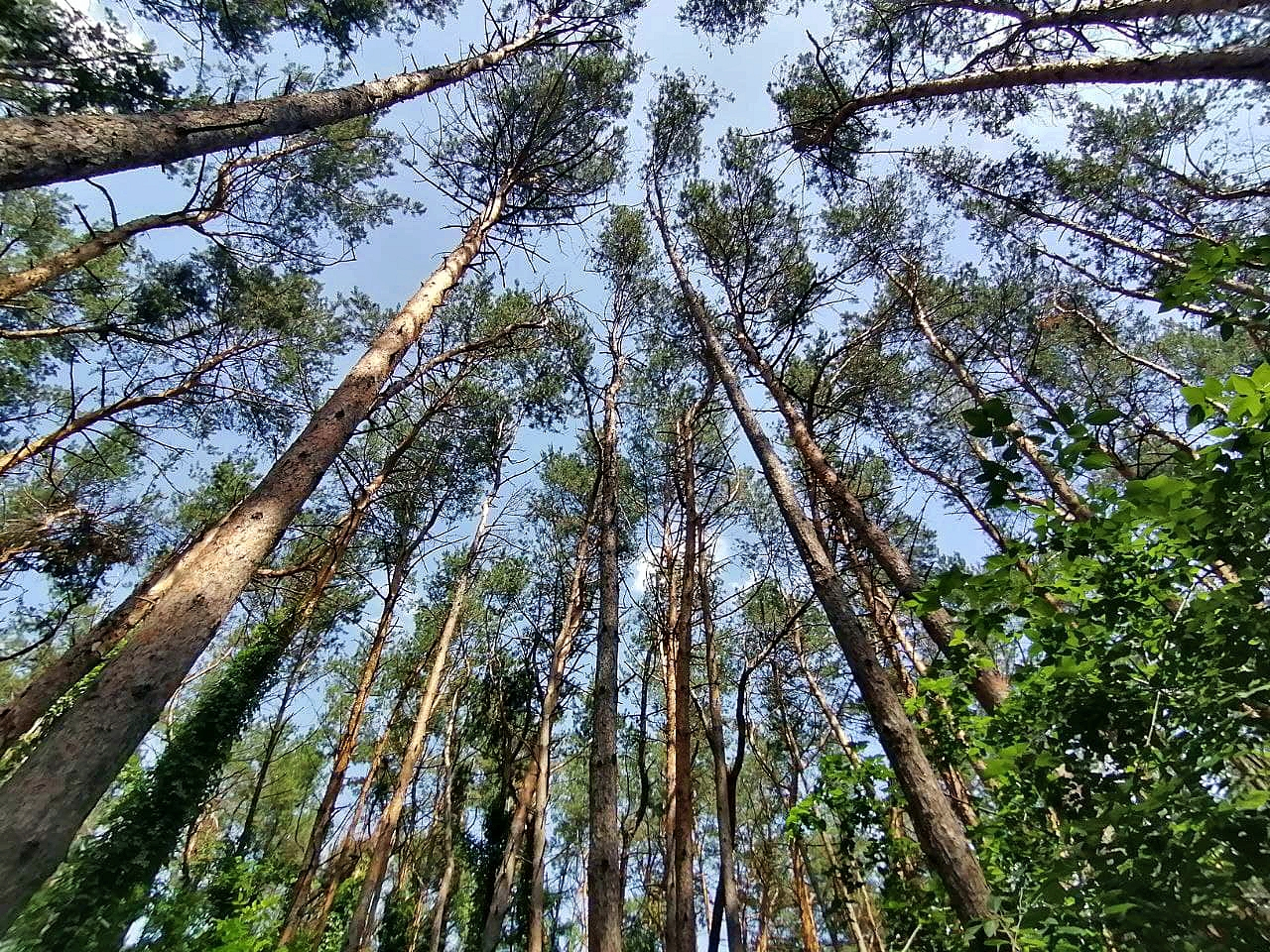
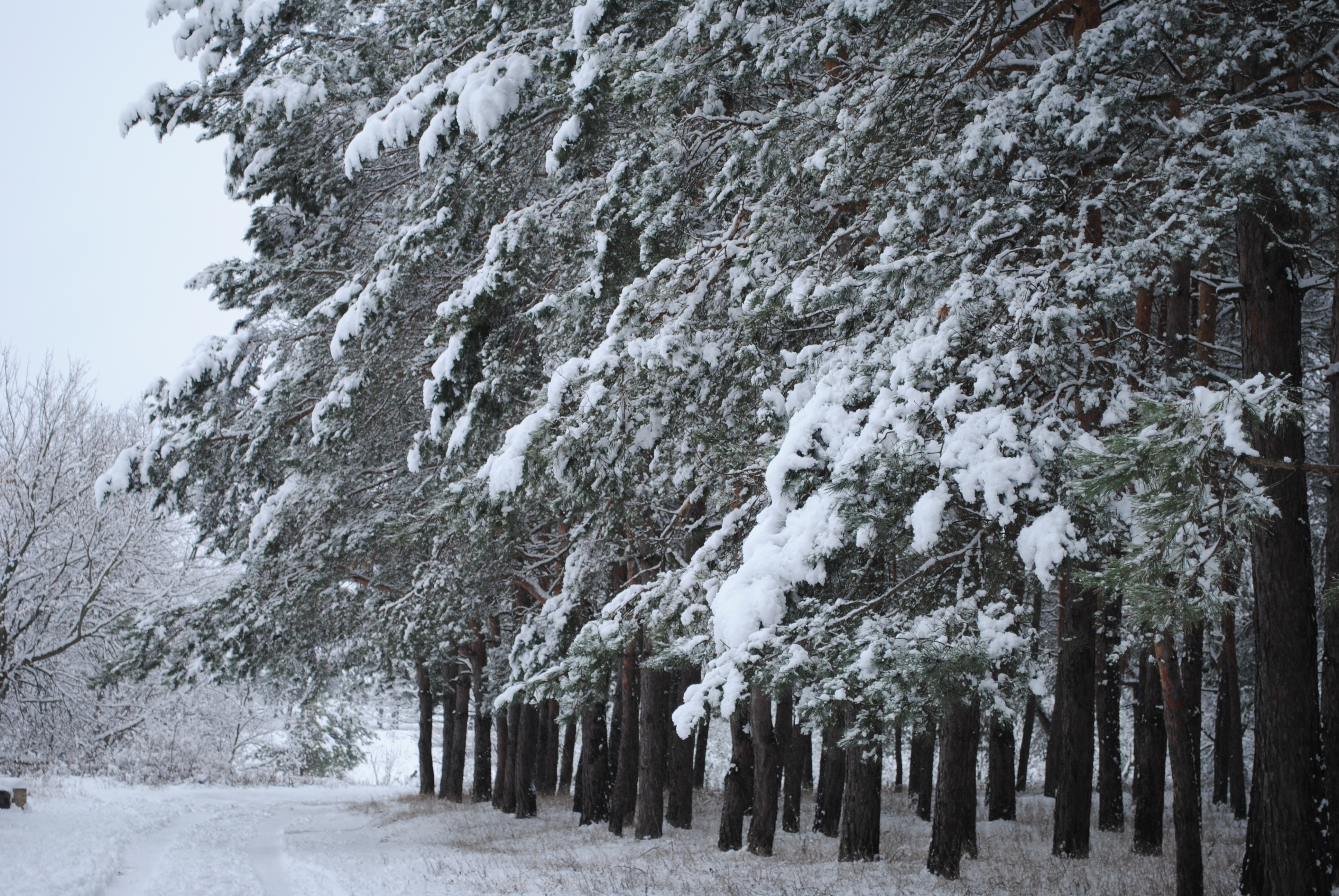